# 大住有加
中山 有加（なかやま ゆか、旧姓大住、1988年12月5日 - ）は、徳島県出身の元女子柔道家で現在はブラジリアン柔術選手である。階級は63kg級。身長174cm。組み手は左組み。段位は四段。得意技は寝技(とりわけ三角絞)。

## 経歴
柔道は3歳の時に佐古真導館で始めた。松茂中学から徳島北高校に進むが、高校まで際立った成績はなかった。2007年に環太平洋大学へ進学すると力を付けて、4年の時には学生体重別団体で優勝を飾った。2011年にJR東日本所属となると、2012年の講道館杯70kg級では2位となった。2013年の選抜体重別でも2位だった。その後、｢70kg級だと国際大会でパワー負けするが、63kg級に下げれば174cmの長身が活かせる｣として階級を63kg級にすると、実業個人で優勝した。ワールドコンバットゲームズ団体戦では70kg級での出場となったが、3戦全勝でチームの優勝に貢献した。講道館杯63kg級では3位だった。2014年の選抜体重別では、決勝で大学時代の同期であるコマツの片桐夏海を指導3で破り優勝を飾った。2017年の講道館杯では3位になった。2018年の体重別では3位だった。その後、結婚して中山姓になった。2019年の全日本選手権東京予選では52㎏級の中村美里を上四方固で破るなどして3位になるも、本戦では初戦で東海大学1年の佐藤陽子に反則負けすると、現役引退を表明した。引退後はJR東日本柔道部のコーチとして後進の指導にあたっていたが、退社し柔術に転向した。

## 戦績
70kg級での戦績
- 2010年　- 学生体重別　5位
- 2010年　- 学生体重別団体　優勝
- 2012年　- 実業個人　3位
- 2012年 -　講道館杯　2位
- 2012年 -　グランプリ・青島　5位
- 2013年 -　選抜体重別　2位
- 2013年 -　グランドスラム・モスクワ　5位

63kg級での戦績
- 2013年 -　実業個人　優勝
- 2013年 -　ワールドコンバットゲームズ団体戦　優勝
- 2013年 -　講道館杯　3位
- 2014年 -　選抜体重別　優勝
- 2014年 - グランドスラム・チュメニ　7位
- 2016年 -　実業団体 2位
- 2016年 - アジアオープン・台北　2位
- 2016年 -　講道館杯　5位
- 2017年 -　講道館杯　3位
- 2018年 -　体重別　3位

(出典、JudoInside.com)。

## テレビ出演
- 炎の体育会TV（TBS）2015年4月11日[6]。